# Renesanční architektura v Česku

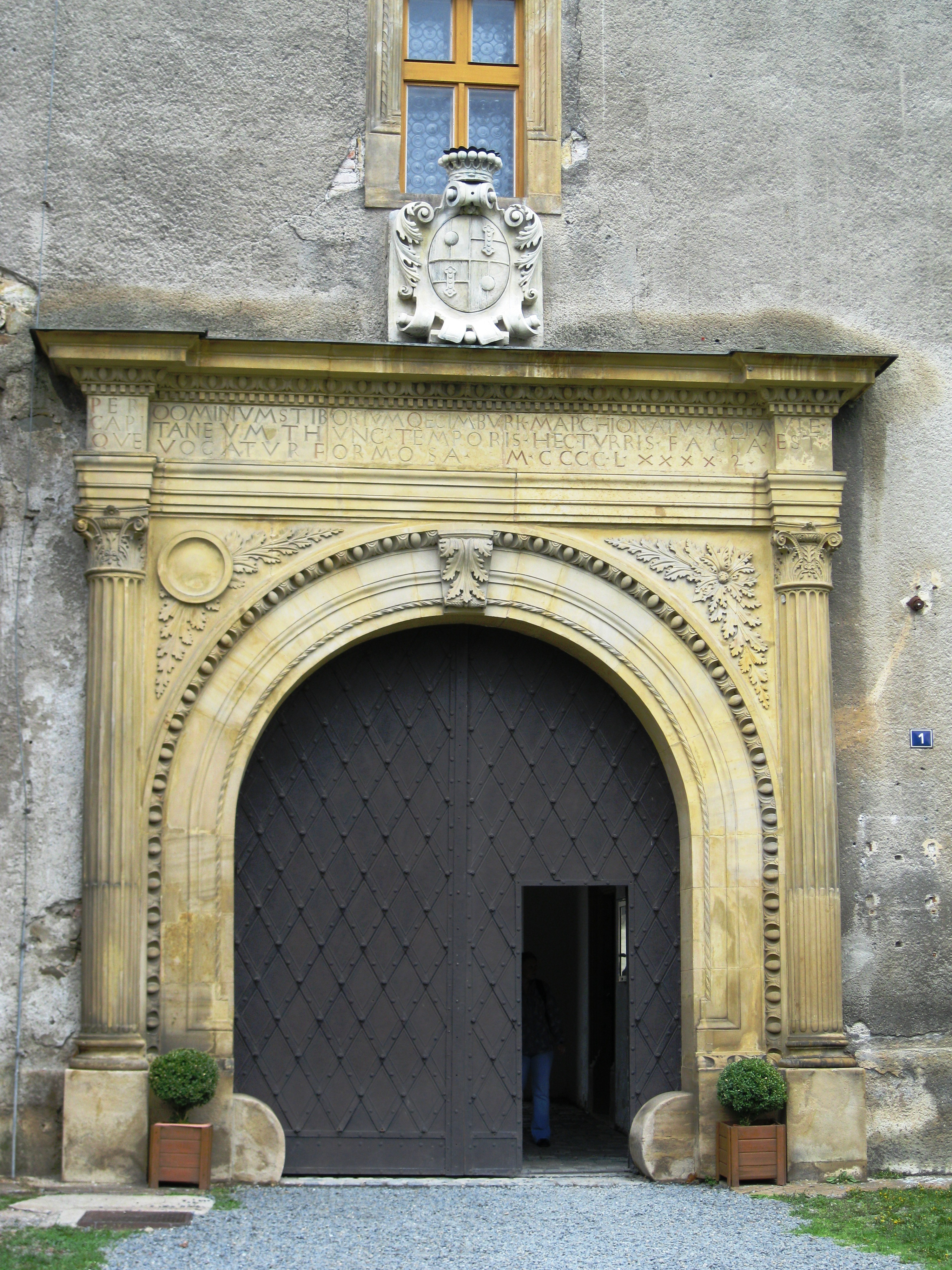
Portál Tovačovského zámku z roku 1492

Renesanční architektura v Česku tvoří významnou fázi vývoje architektury na území dnešní České republiky. V českých zemích se renesanční sloh projevoval přibližně od konce 15. století do první poloviny 17. století.

## Charakteristika
V porovnání s gotikou trvalo období renesance na českém území poměrně krátce, na druhou stranu šlo o období míru, hospodářského vzestupu a rozkvětu měst. V Čechách však přetrvávala silná gotická tradice – ještě na počátku 16. století se dokončovaly velké kostely (např. Týnský chrám), jejichž stavba se v nestabilním období způsobeném husitskými válkami značně protáhla, ne-li úplně zastavila. Hlavními stavebníky v tomto období byl královský dvůr, následovaný bohatými šlechtickými rody a měšťanstvem, tudíž se stavební aktivita soustředila především na obytnou architekturu, mezi kterou patří zámky, paláce nebo měšťanské domy.
Renesanční sakrální architektura se v Česku projevovala vzácně, což souvisí s tehdejší oslabenou majetkovou pozicí církve. Nové kostely tak byly často financovány z prostředků soukromých, městských či komorních (královských). Nejčastějšími stavebníky kostelů v předbělohorském období však byla šlechtická vrchnost. Renesanční styl se v sakrální architektuře 16. století uplatňoval až druhotně. České renesanční kostely se často podřizují starší gotické tradici, ať už dispozicí, klenbami či okenními kružbami.
Mezi takové pozdně renesanční kostely v Praze patří kostel svatého Rocha na Hradčanech a luteránský kostel svatého Salvátora na Starém Městě. Až na samém konci 16. století se začaly v souvislosti se stavebními aktivitami jezuitů objevovat první stavby, které přestávají respektovat gotický půdorys (Vlašská kaple Nanebevzetí Panny Marie při Klementinu). Pozoruhodné jsou renesanční kostely Jednoty bratrské v Mladé Boleslavi a Lipníku nad Bečvou.
V renesančním slohu bylo vystavěno také několik pražských synagog. Dobře zachované jsou Pinkasova a Vysoká synagoga, na původní renesanční dispozici pak jen lehce upomíná dnešní Maiselova synagoga. Další významnou židovskou památkou je například Šachova synagoga v Holešově.

## Jagellonská renesance

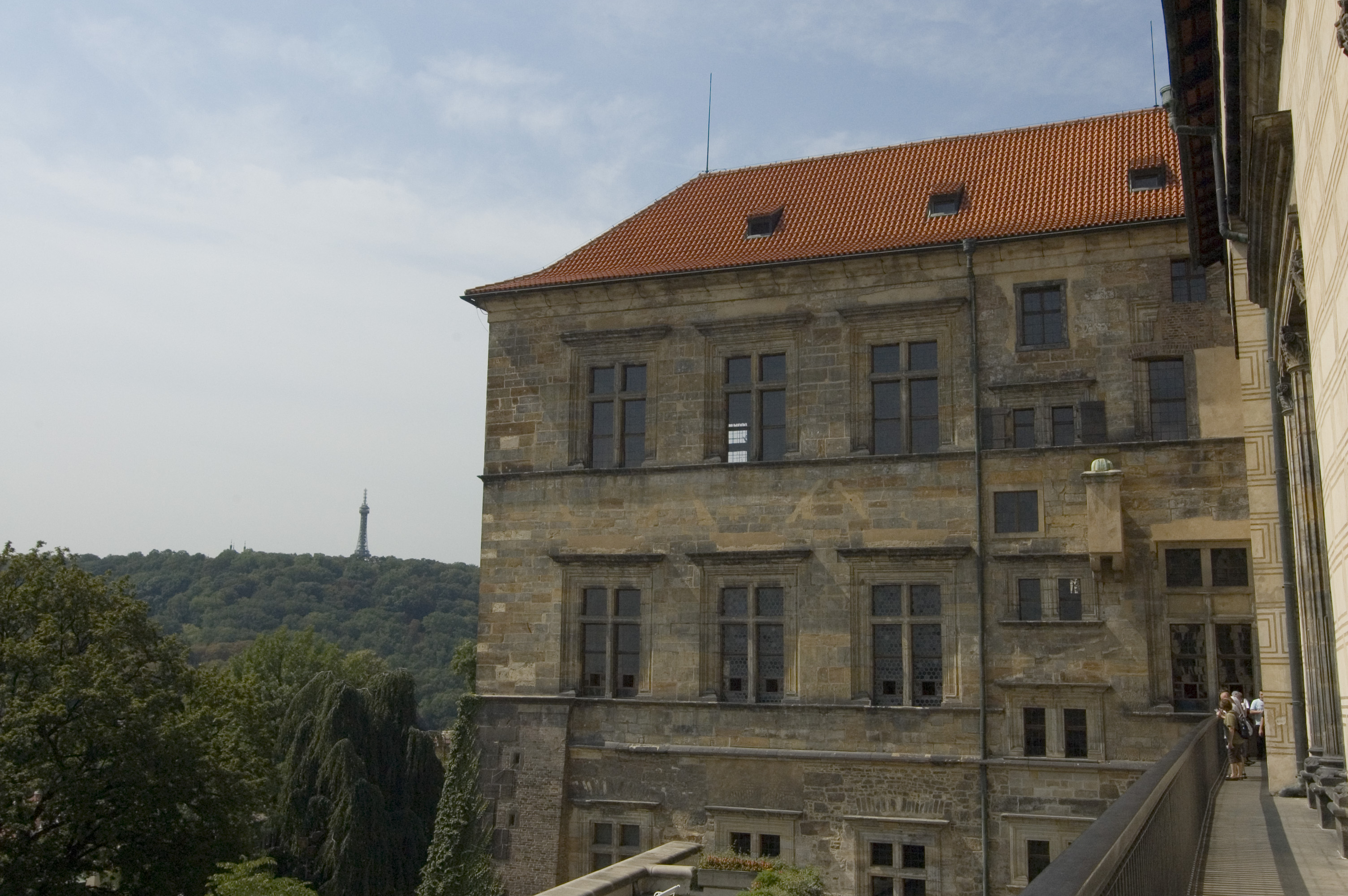
Renesanční Ludvíkovo křídlo Pražského hradu

V tomto prvním období se renesanční styl ještě mísí s gotickými prvky (typická je kupříkladu kroužená nebo sklípková klenba).
Renesance se k nám šířila zejména z Uher, kde se jí dobře dařilo díky Matyáši Korvínovi. Odtud se pak na začátku 90. let 15. století dostal renesanční sloh přes Moravu do Čech. Nejstarší prvky renesanční architektury na Moravě jsou portály zámků v Tovačově a Moravské Třebové z roku 1492. Za nejstarší renesanční památky v Čechách jsou pak považována okna Vladislavského sálu datovaná do roku 1493 (a také jeho portály), která jsou dílem Benedikta Rejta (Rieda). Jeho dílem je i Ludvíkovo křídlo Starého královského paláce Pražského hradu z počátku 16. století, které je považováno za nejstarší renesanční palácovou stavbu v Čechách, ačkoli ještě v některých prostorech využívá pozdně gotických kleneb.

## Renesance za prvních Habsburků

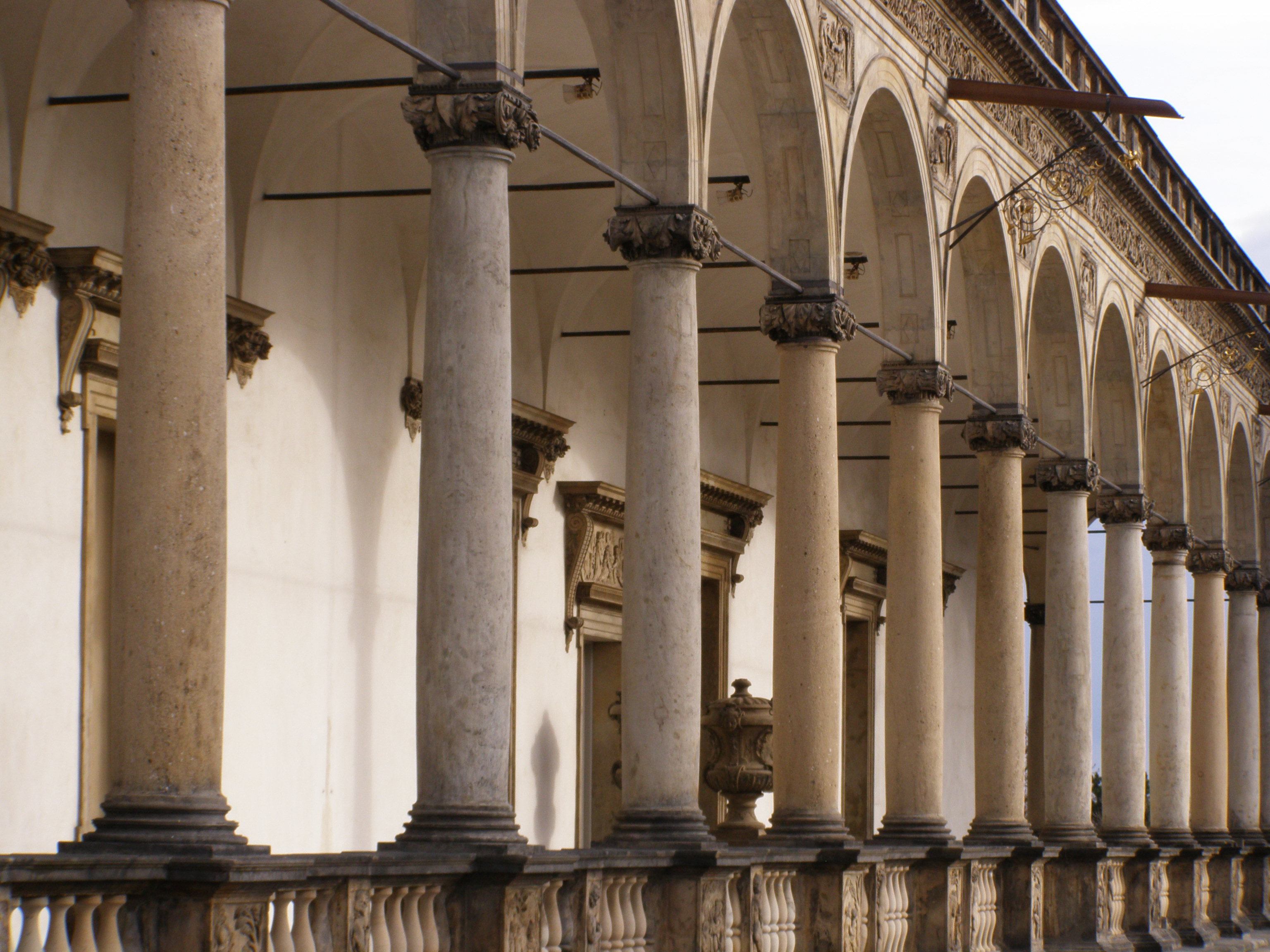
Arkády Královského letohrádku

Druhou skutečně renesanční stavbou v Praze byl Královský letohrádek v Královské zahradě Pražského hradu, jehož architekty byl patrně Ital Paolo della Stella a později i Bonifác Wolmut. Tato stavba bývá považována za nejčistší renesanční stavbu (ve smyslu italské renesance) na sever od Alp. Bonifác Wolmut v zahradě postavil ještě Míčovnu a svatovítskou katedrálu doplnil renesanční kruchtou.
V blízkosti Prahy byl z iniciativy královské rodiny postaven další významný renesanční letohrádek – Hvězda na Bílé hoře. Návrh architektonické koncepce patrně vytvořil samotný český princ, arcivévoda Ferdinand Tyrolský, jenž tu dobu v Praze působil jako královský místodržící zastupující svého otce Ferdinanda.
V letech 1545–1563 postavil na Hradčanském náměstí italský architekt, česky nazývaný jako Augustin Vlach, renesanční palác pro rodinu Lobkoviců, dnes označovaný jako Schwarzenberský palác. Palác je zajímavý svou sgrafitovou fasádou. Další významné pražské renesanční paláce jsou například palác pánu z Hradce a Martinický palác.

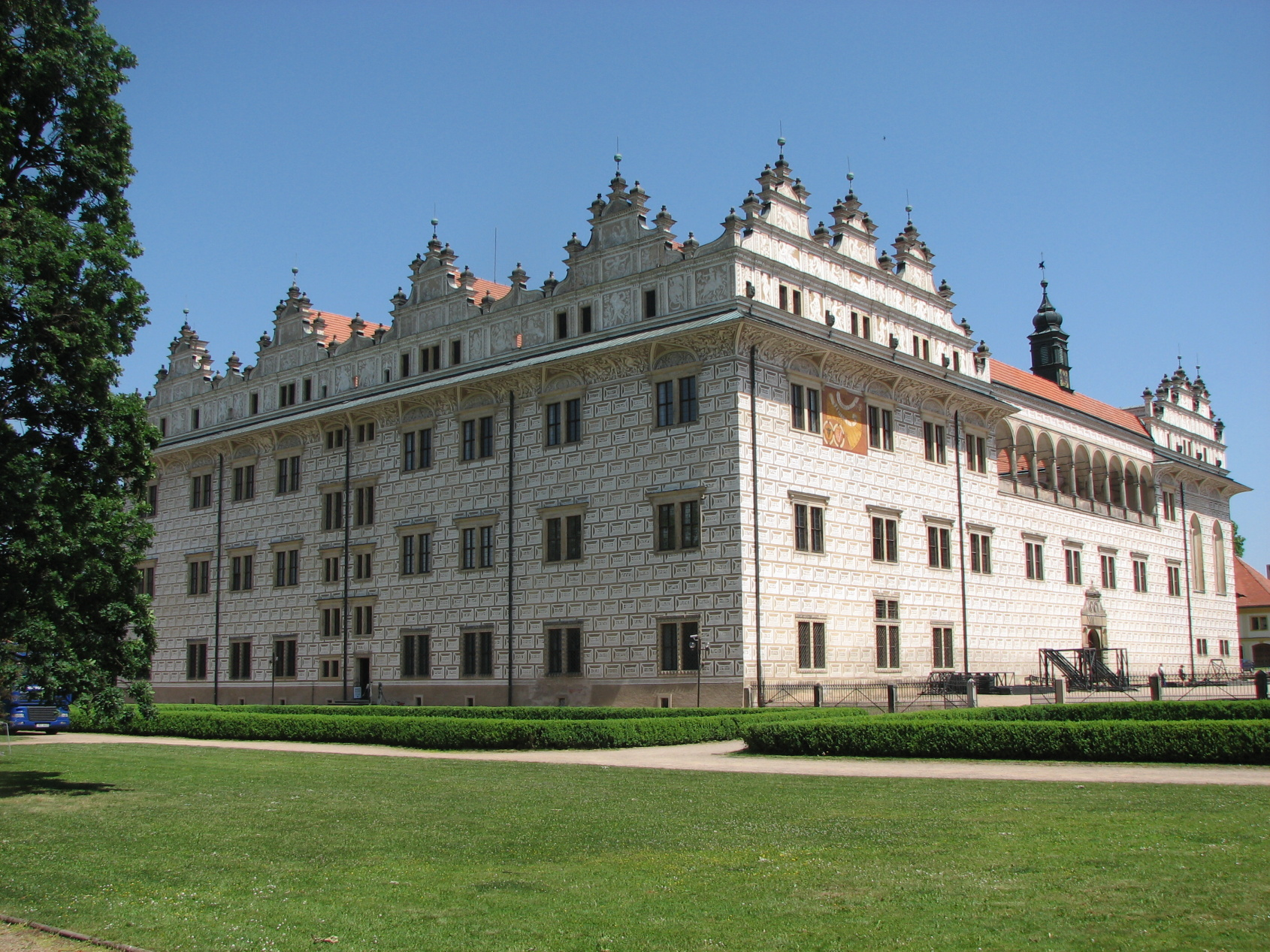
Zámek Litomyšl

Mimo Prahu vznikla řada renesančních zámků, a to buď jako novostavby, nebo přestavbou starších středověkých sídel. Mezi ně patří například Litomyšl, Telč, Český Krumlov (tyto tři na seznamu světového dědictví UNESCO), Kratochvíle, Jindřichův Hradec, Nelahozeves, Opočno, Velké Losiny, Bučovice nebo Moravská Třebová. V severních Čechách se uplatňuje tzv. saská renesance s typickými štíty ovlivněná sousedním německým Saskem.
Kvůli dobře zachovaným renesančním měšťanským domům jsou proslulá např. města Telč, Český Krumlov, Slavonice, Jindřichův Hradec, Prachatice, Pardubice, Nové Město nad Metují nebo Litoměřice.
Nejvýznamnějšími architekty druhé poloviny 16. století byli Italové Ulrico Aostali, působící především v Praze, a Baldassare Maggi, působící v jižních Čechách.

## Galerie

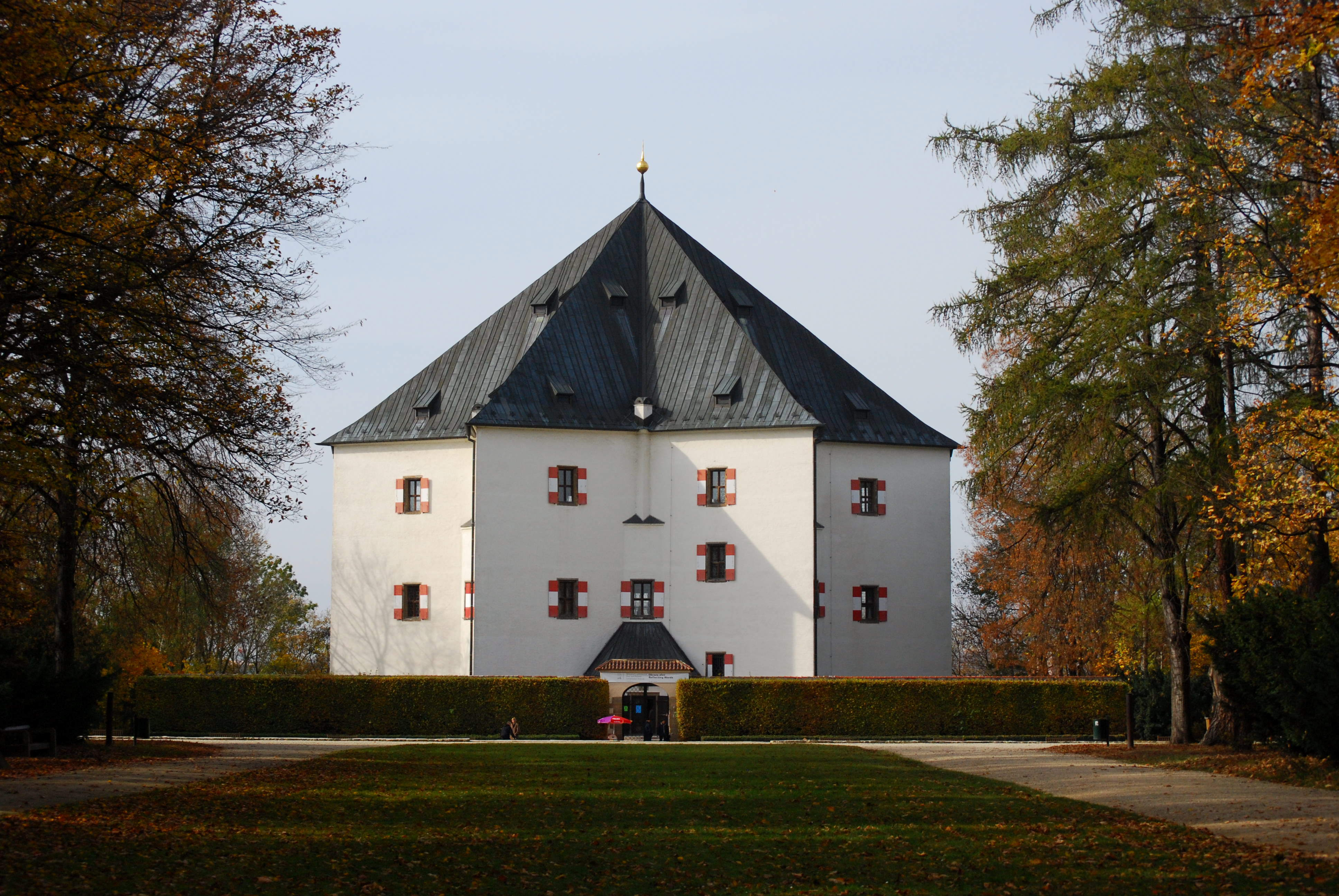
Letohrádek Hvězda v Praze
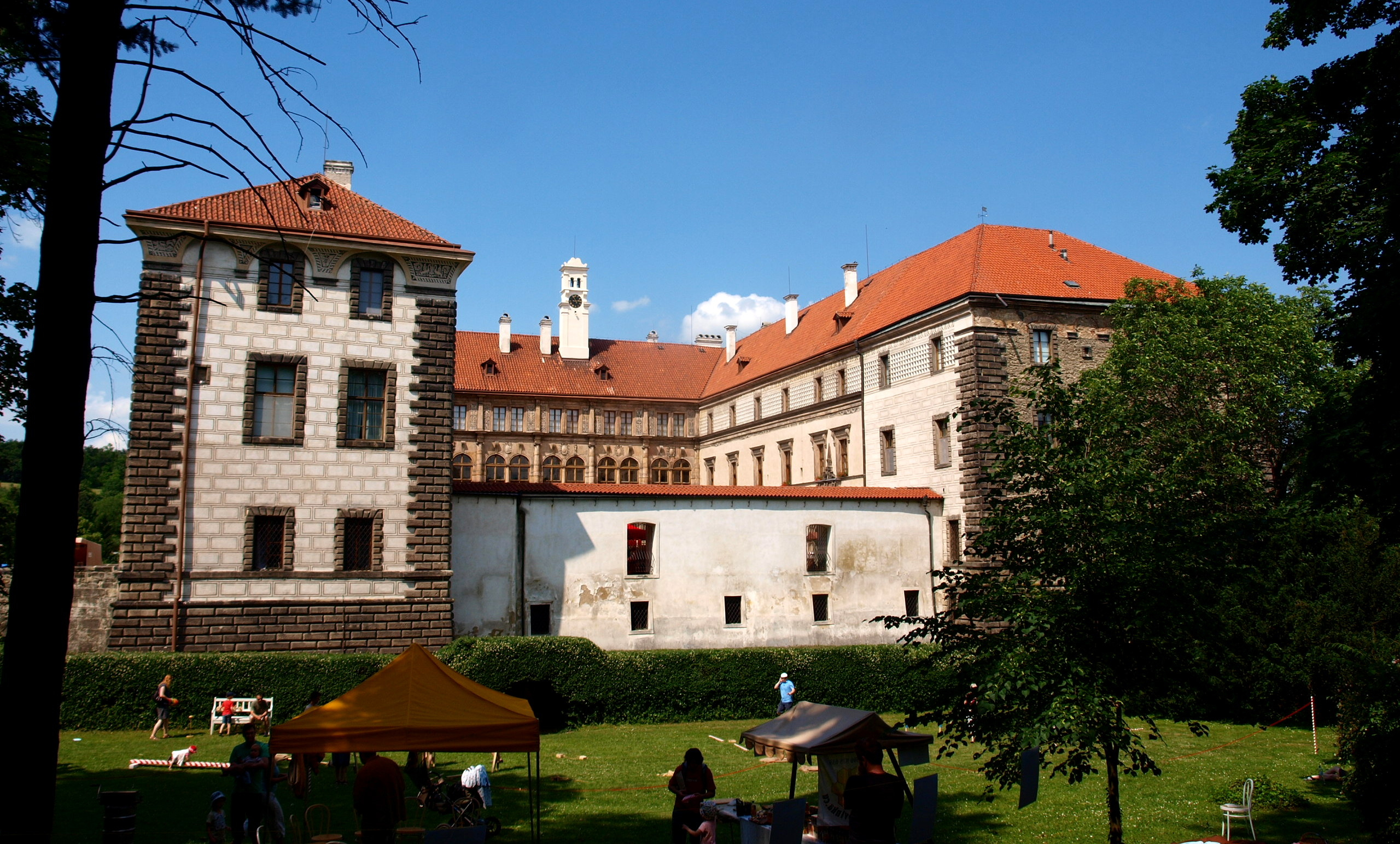
Zámek Nelahozeves
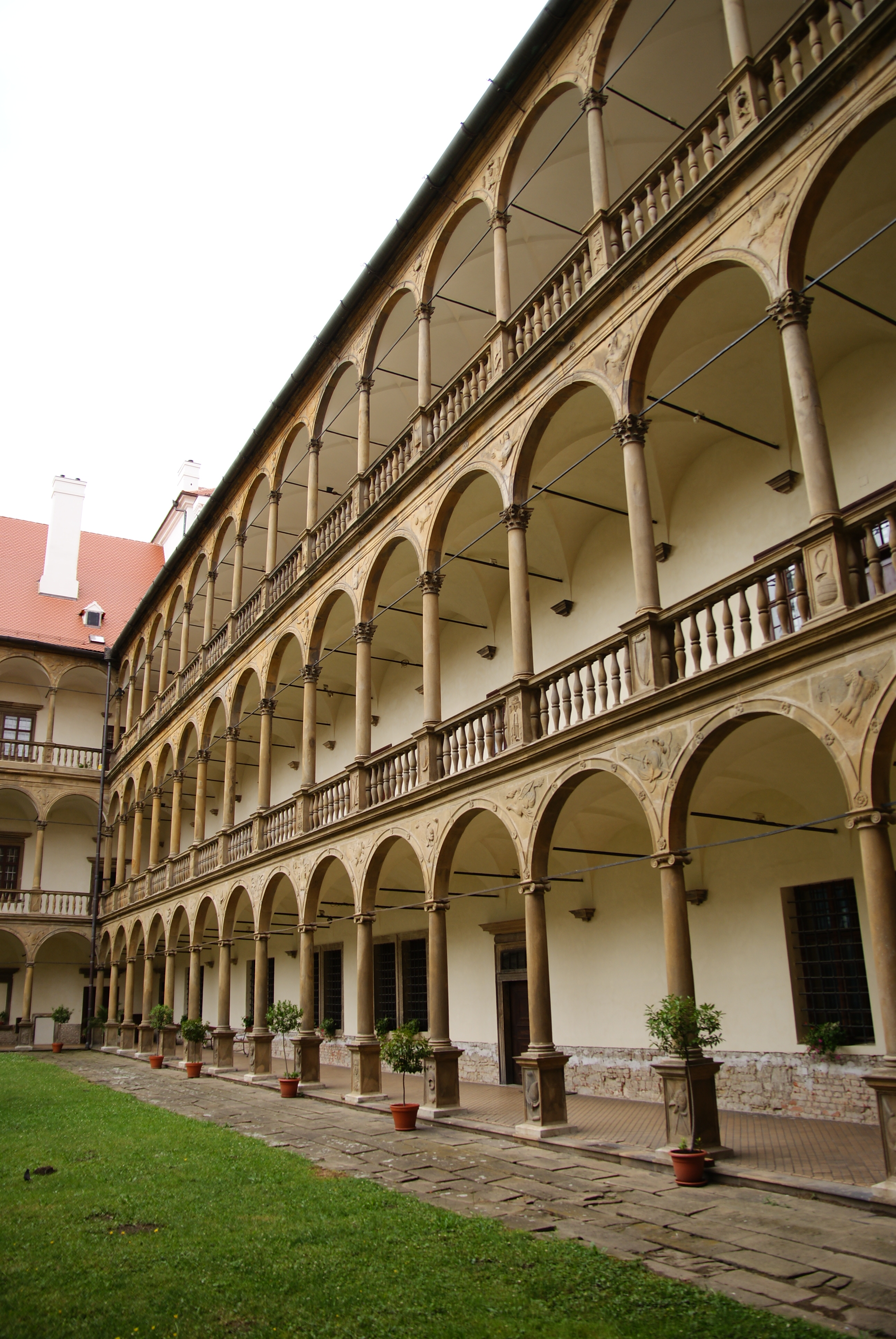
Zámek Bučovice
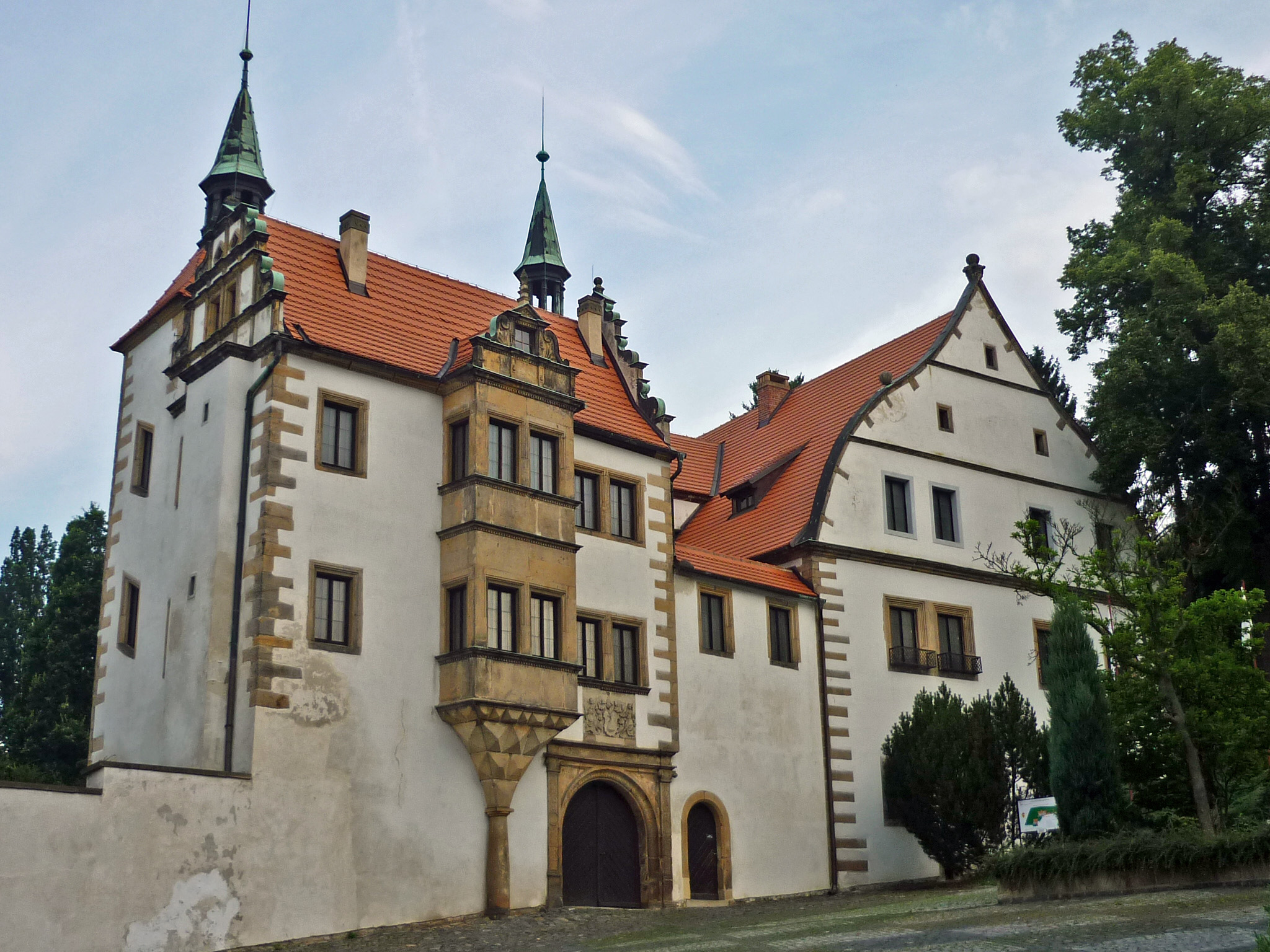
Zámek Benešov nad Ploučnicí (saská renesance)
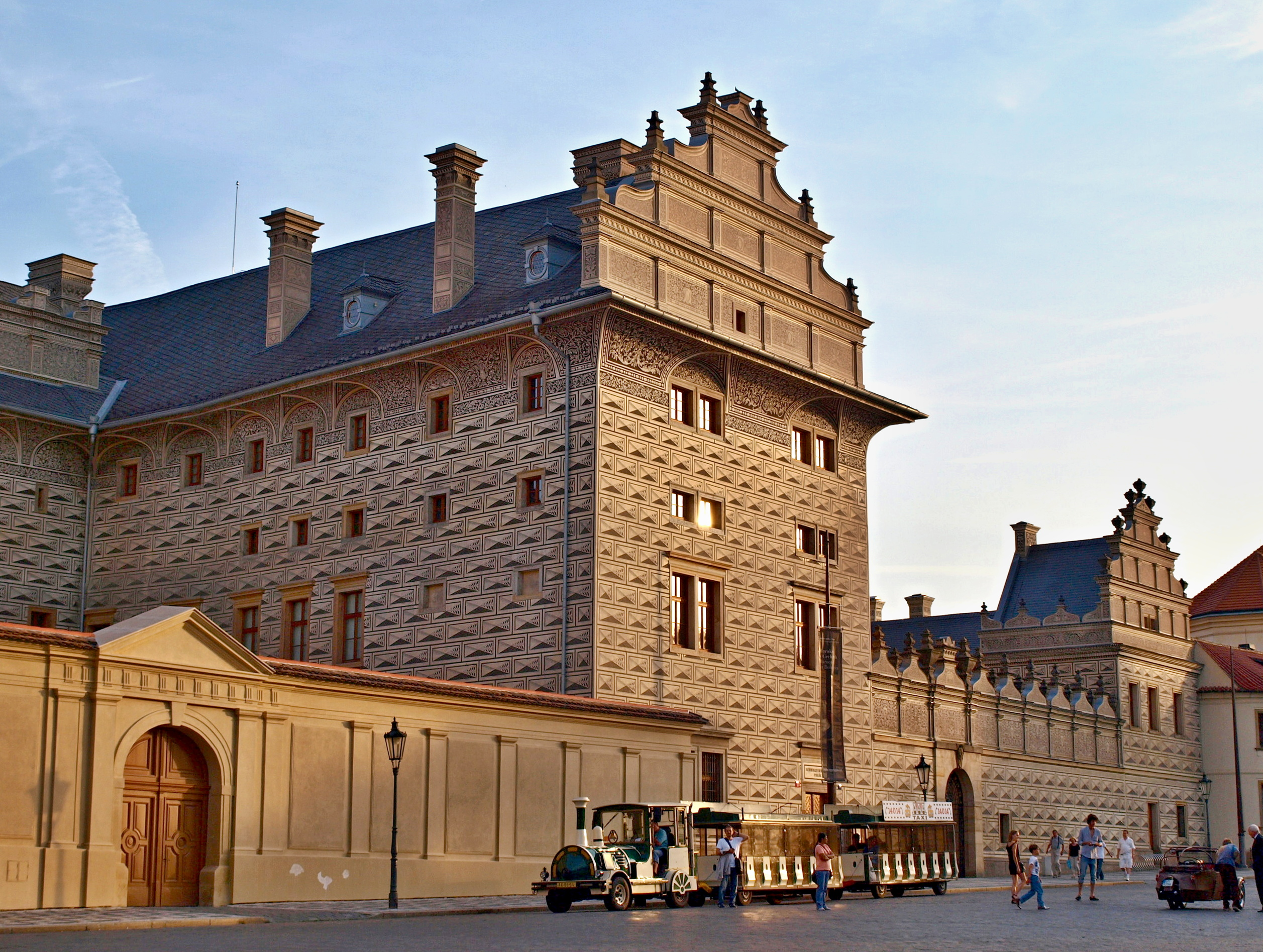
Praha, Schwarzenberský palác
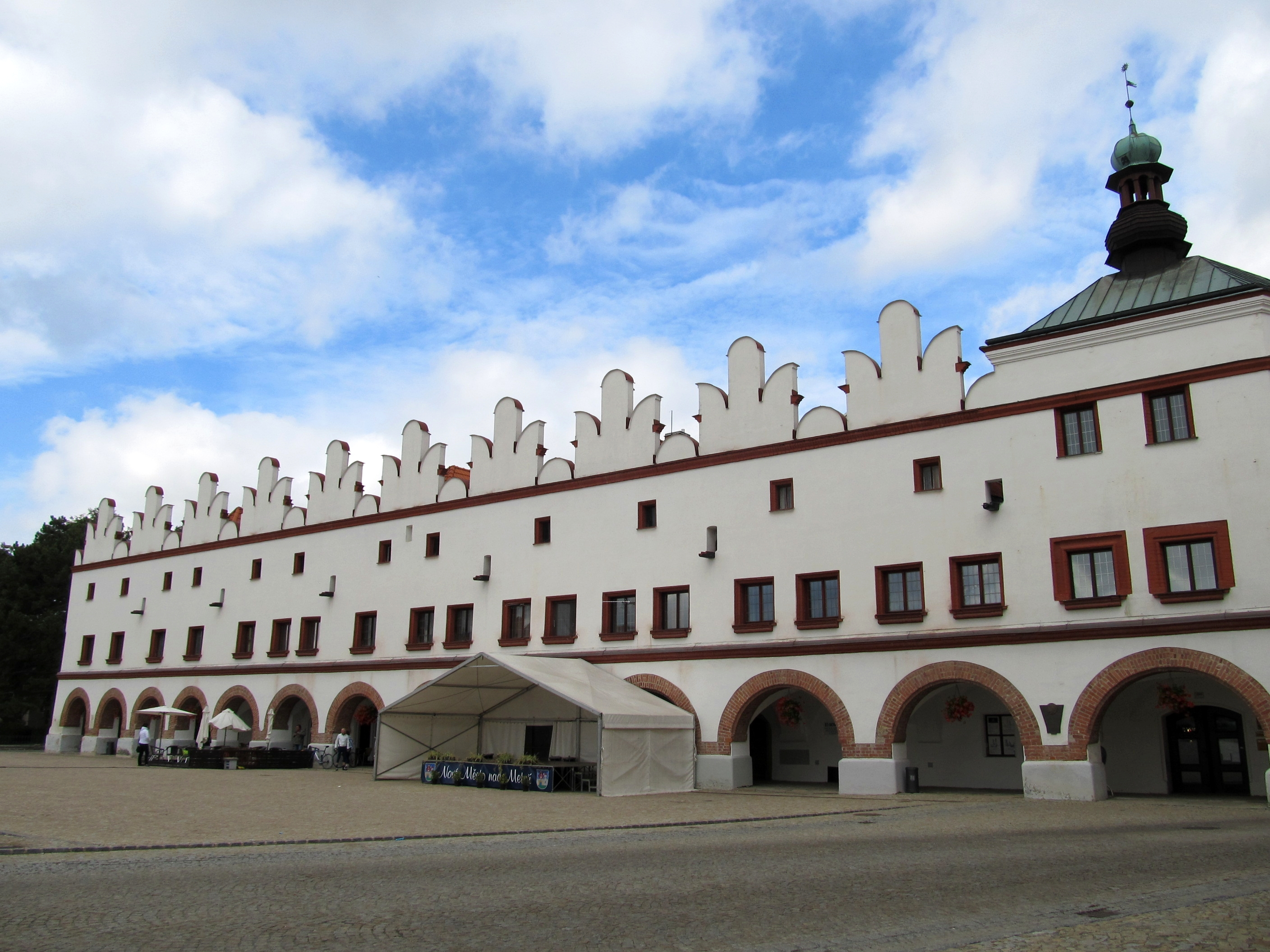
Nové Město nad Metují, měšťanské domy
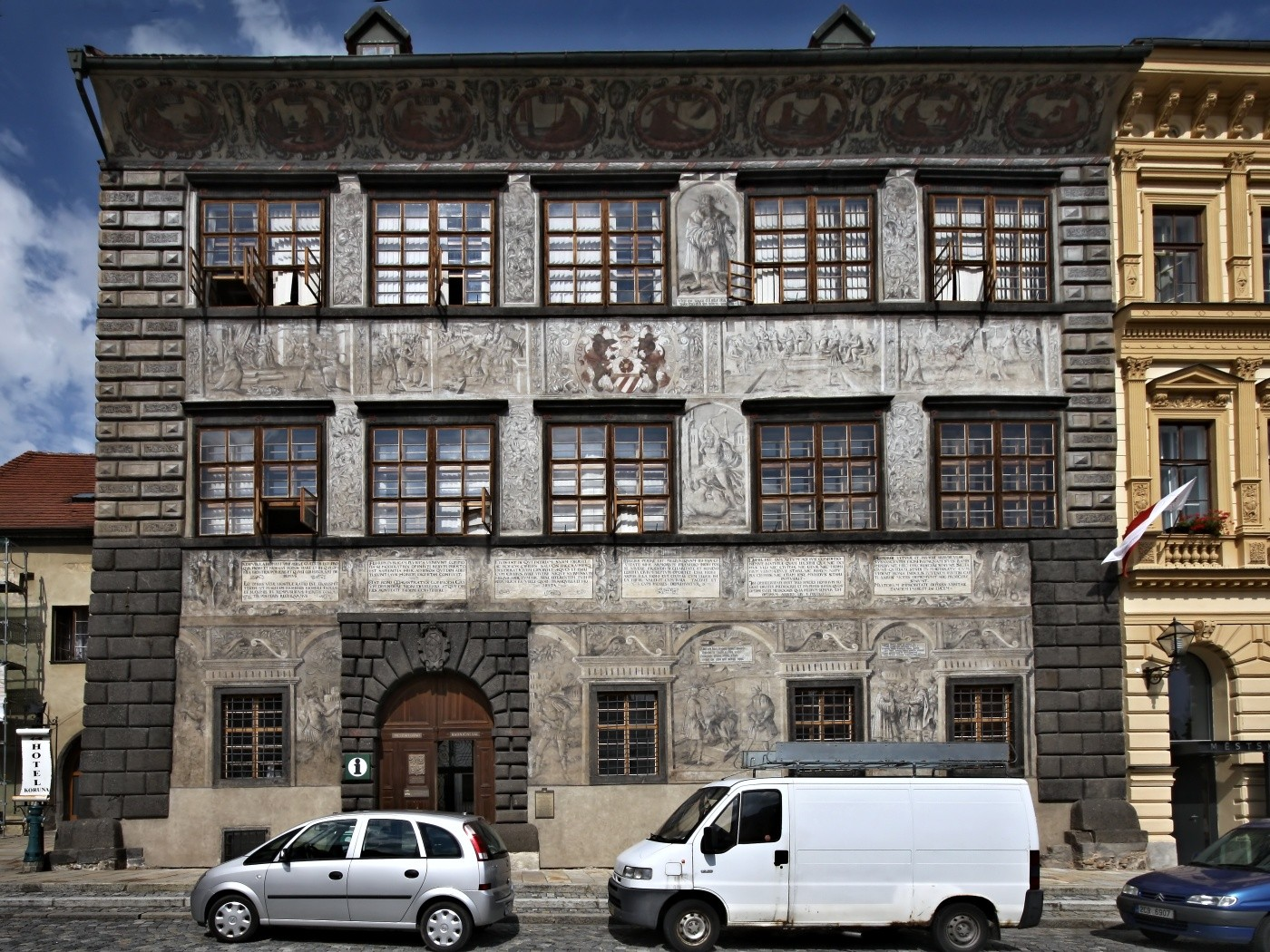
Stará radnice v Prachaticích
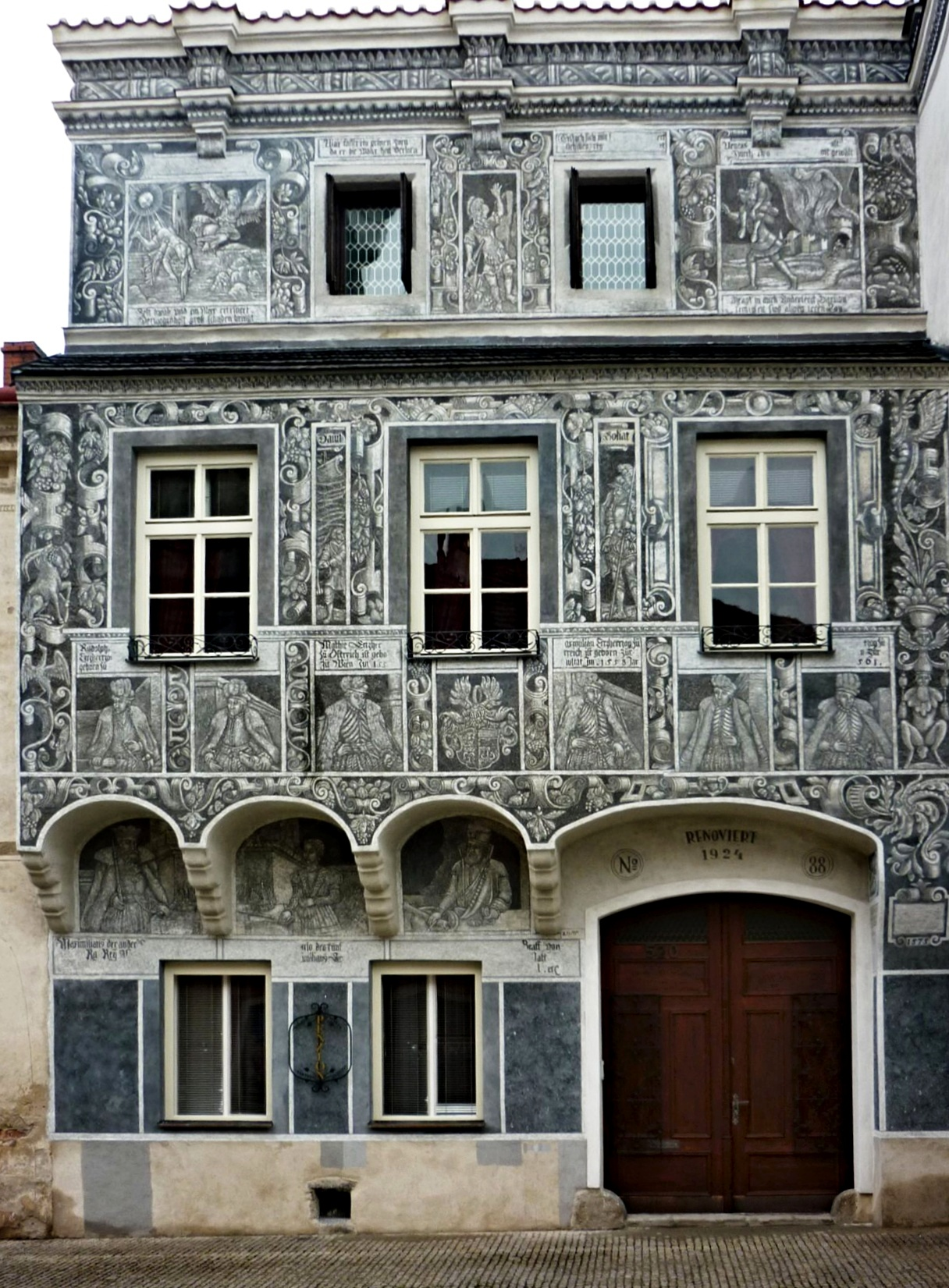
Slavonice, dům
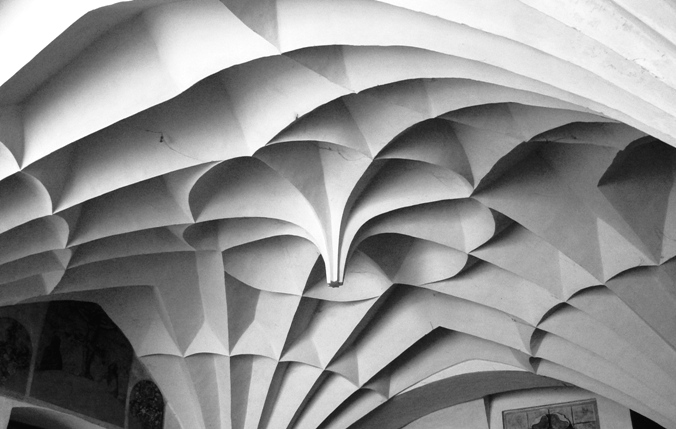
Slavonice, sklípková klenba
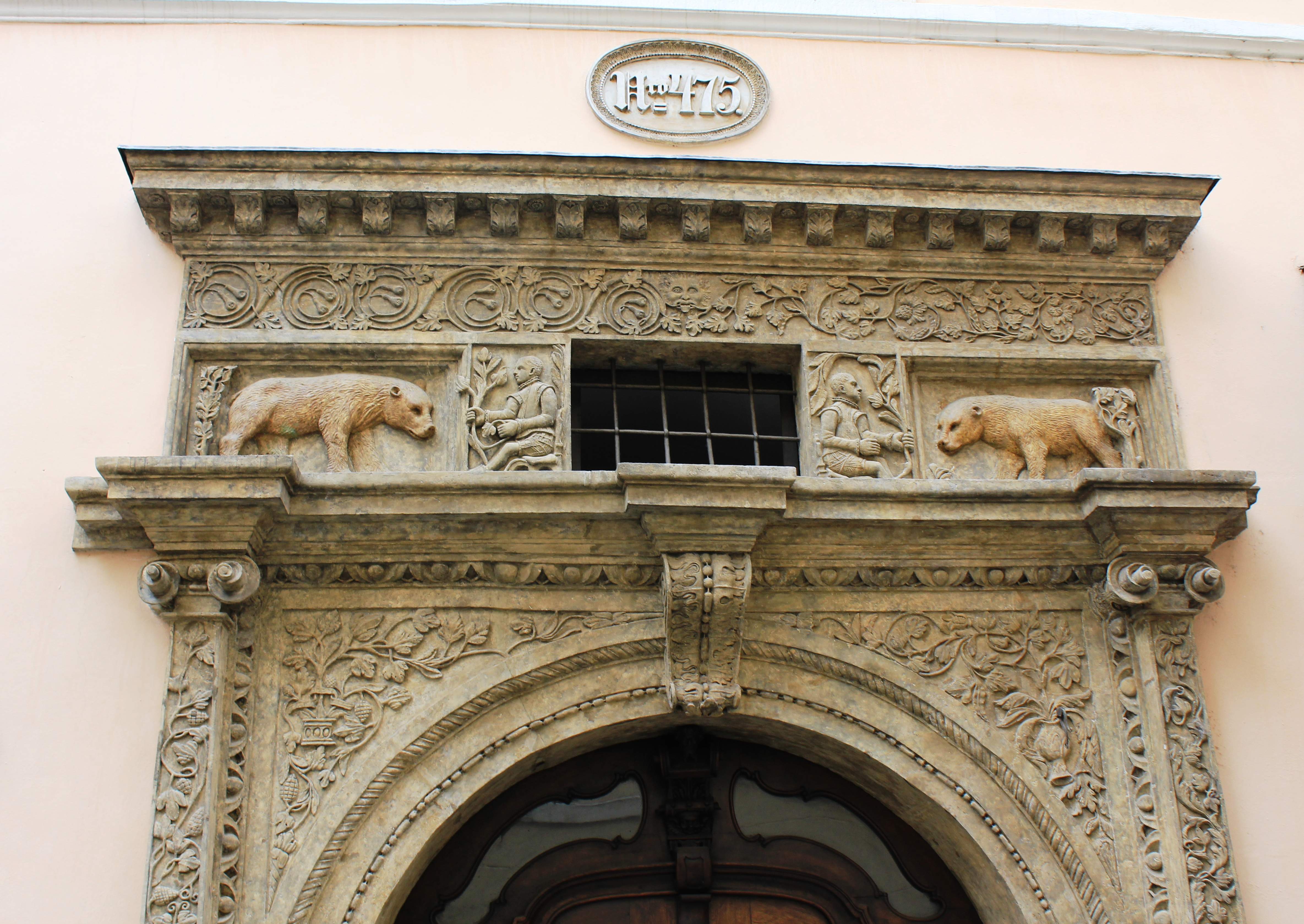
Praha, dům U Dvou zlatých medvědů
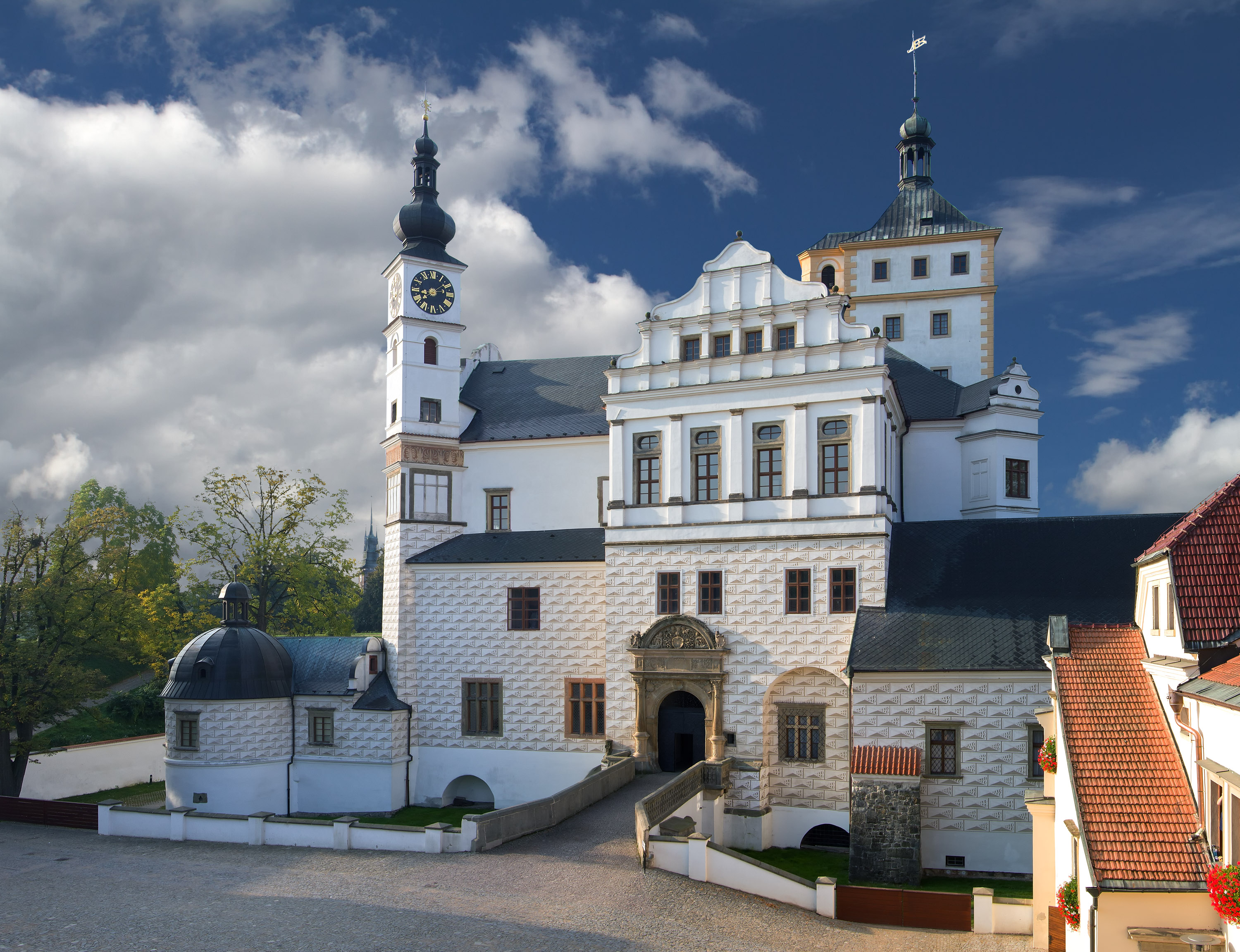
Pardubický zámek
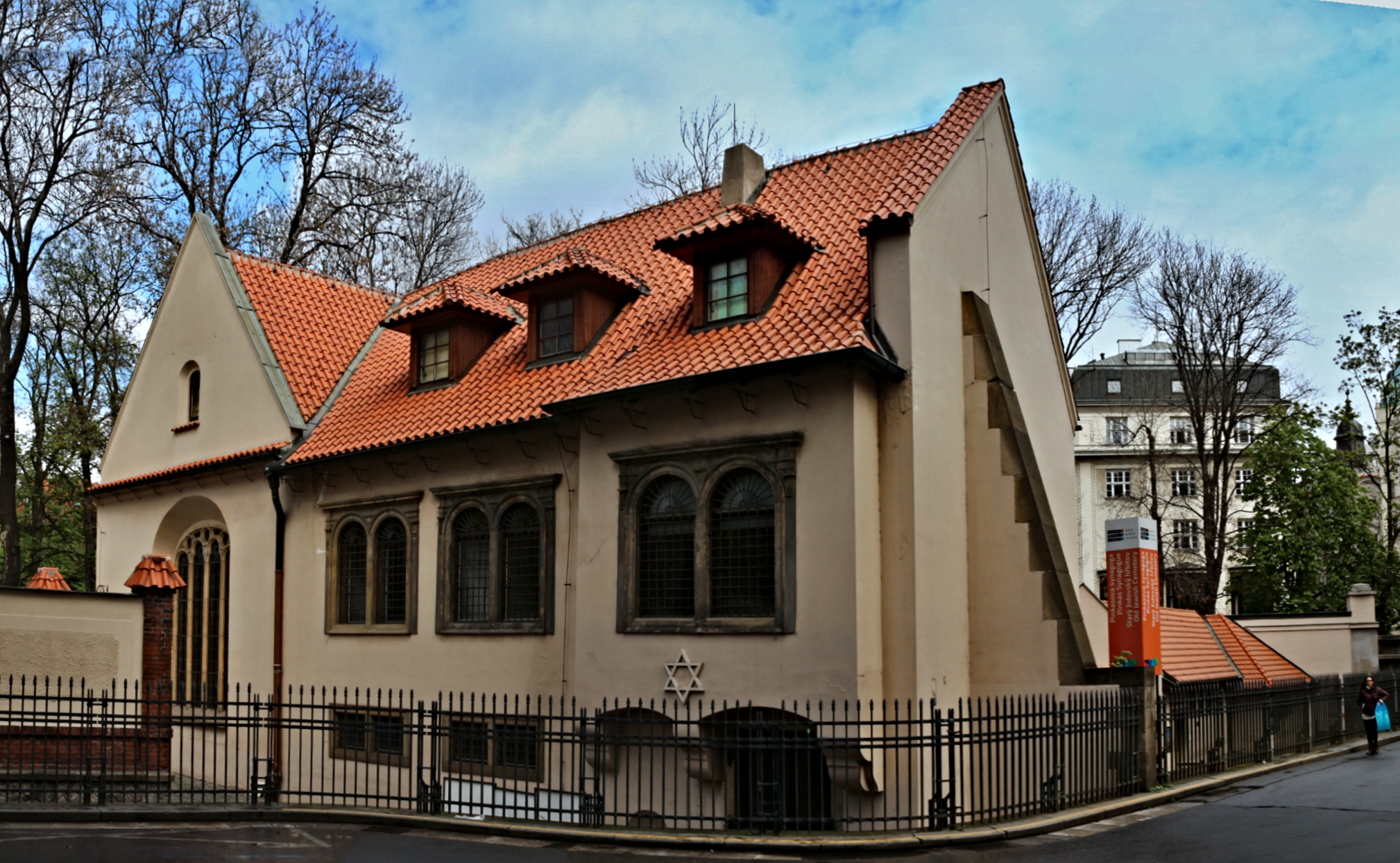
Pinkasova synagoga v Praze
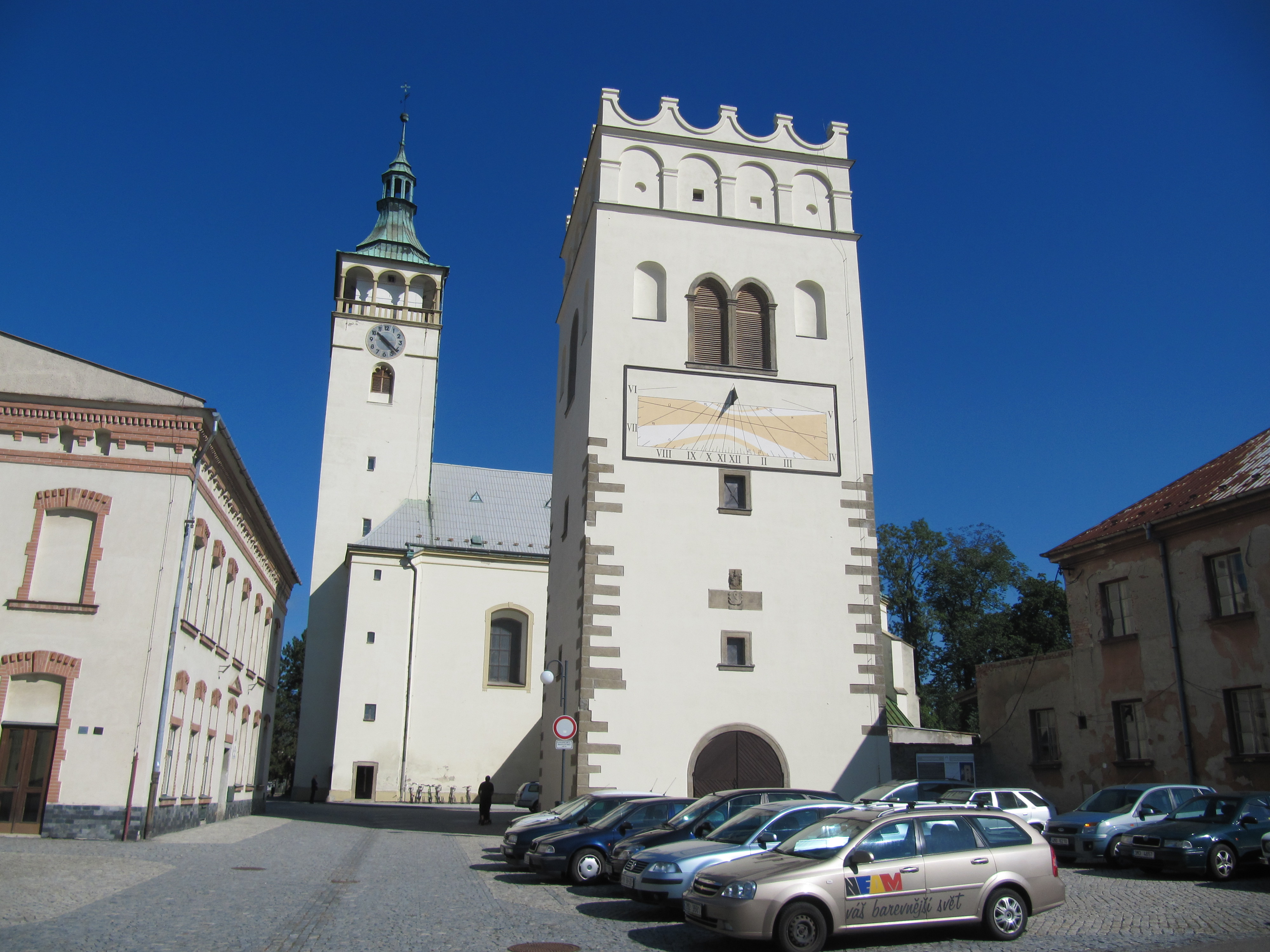
Zvonice v Lipníku nad Bečvou